# Delphine Atangana
Pour les articles homonymes, voir Atangana.
Delphine Bertille Atangana est une athlète camerounaise, spécialiste des épreuves de sprint, née le 16 août 1984 à Yaoundé.

## Biographie
En 2003, elle établit le record national du 4 × 400 m, avec Carole Kaboud, Hortense Béwouda et Mireille Nguimgo, en finale des championnats du monde, où elles terminent 7e (3 min 27 s 08).
Quelques semaines plus tard, elle participe aux premiers Jeux afro-asiatiques, organisés en Inde. Elle y remporte le 200 m (23 s 37) et décroche la médaille de bronze sur le 100 m (11 s 49).
En 2004, elle obtient une médaille de bronze aux championnats d'Afrique sur 4 × 400 avec Carole Kaboud, Hortense Béwouda et Muriel Ahanda (3 min 30 s 77).
Elle participe aux Jeux du Commonwealth en 2006, à Melbourne. Elle décroche la médaille de bronze sur 100 m (11 s 39) mais ne termine que 7e du 200 m (23 s 45, ce qui est alors son record personnel) et le relais 4 × 100 m est disqualifié.
En 2008, elle décroche sa première médaille individuelle aux championnats d'Afrique, en terminant 3e du 100 m (11 s 46).
En 2010, elle devient vice-championne d'Afrique du 4 × 100 m, avec Fanny Ekanga, Charlotte Mebenga et Carole Kaboud (44 s 90).
En 2012, ses championnats d’Afrique sont un échec avec des éliminations en demi-finale du 100 m (11 s 93) et du 200 m (24 s 53) et en finale du 4 × 100 m.

### Palmarès
| Date | Compétition             | Lieu         | Résultat | Épreuve   | Performance   |
| ---- | ----------------------- | ------------ | -------- | --------- | ------------- |
| 1997 | Jeux de la Francophonie | Antananarivo | 1re      | 4 x 400 m | 3 min 34 s 40 |
| 2003 | Championnats du monde   | Paris        | 7e       | 4 × 400 m | 3 min 27 s 08 |
| 2003 | Jeux afro-asiatiques    | Hyderabad    | 3e       | 100 m     | 11 s 49       |
| 2003 | Jeux afro-asiatiques    | Hyderabad    | 1re      | 200 m     | 23 s 37       |
| 2004 | Championnats d'Afrique  | Brazzaville  | 3e       | 4 × 400 m | 3 min 30 s 77 |
| 2006 | Jeux du Commonwealth    | Melbourne    | 3e       | 100 m     | 11 s 39       |
| 2008 | Championnats d'Afrique  | Addis-Abeba  | 3e       | 100 m     | 11 s 46       |
| 2010 | Championnats d'Afrique  | Nairobi      | 2e       | 4 × 100 m | 44 s 90       |
| 2010 | Jeux du Commonwealth    | New Delhi    | 3e       | 100 m     | 11 s 48       |
| 2011 | Jeux africains          | Maputo       | 3e       | 4 x 100 m | 45 s 00       |

### Records
Elle détient le record du Cameroun du 4 × 400 m établi avec Carole Kaboud Mebam, Hortense Béwouda et Mireille Nguimgo en finale des championnats du monde 2003.
| Épreuve   | Épreuve   | Performance   | Lieu  | Date         |
| --------- | --------- | ------------- | ----- | ------------ |
| 4 × 400 m | Plein air | 3 min 27 s 08 | Paris | 31 août 2003 |
| 100 m     | Plein air | 11 s 24       | Abuja | Octobre 2003 |
| 200 m     | Plein air | 23 s 26       | Bron  | Avril 2003   |